# Dinosaur Island
Dinosaur Island (también conocida como Journey to Dinosaur Island en el Reino Unido y como La isla de los dinosaurios o Cazador de dinosaurios en español) es una película de aventuras familiar británico-australiana de 2014. La película está escrita y dirigida por Matt Drummond y coproducida por Jason Moody y Megan Williams. Se centra en una isla donde un tipo especial de cristal actúa como un portal que puede traer diferentes cosas de diferentes épocas de la isla.
La película se inspiró en una conversación entre Drummond y el productor de cine estadounidense Paul Mason mientras ambos vivían en la isla de Vanuatu en el Pacífico Sur. Journey to Dinosaur Island también ha sido reconocido como el primer largometraje que representa un Tyrannosaurus emplumado.

## Reparto
- Darius Williams como Lucas Winton
- Kate Rasmussen como Kathryn Rose Thompson (joven)
- Juliette Palmer como Kathryn Rose Thompson (adulta)
- Nicole Yardley como Lydia Winton
- Paul Padagas como Jack Winton
- Joe Bistaveous como Ernest

## Música
La banda sonora de Dinosaur Island fue compuesta por Chris Wright. Wright pasó a componer la banda sonora de la siguiente película de Drummond, <i>My Pet Dinosaur</i> (2017).

## Efectos visuales
Los efectos visuales fueron completados por Hive Studios International, con Matt Drummond actuando como supervisor de VFX.

## Liberar
Los derechos internacionales de Journey to Dinosaur Island fueron adquiridos en el Festival de Cannes de 2014 por Arclight Films y luego se vendieron en más de 50 países a nivel internacional, superando en ventas a la película local australiana Paper Planes (2014). La película tuco su premier el 14 de febrero de 2015 y se estrenó a través de Hoyts y United Cinemas en Australia el 28 de febrero de 2015, permaneciendo en los cines durante aproximadamente 5 semanas. La película se estrenó en cines en Japón, Birmania, Pakistán, Alemania, España y Nueva Zelanda. Dinosaur Island se conocería por ser el primer estreno en cines en presentar un dinosaurio emplumado. Dinosaur Island se lanzó en todo el mundo en plataformas de DVD, TV y VOD y alcanzó el top 10 en las listas de iTunes de Australia, Nueva Zelanda y EE. UU.